# Nezdanitelné části základu daně
Nezdanitelné části základu daně jsou ročními odpočty, které snižují základ daně ať při ročním zúčtování záloh, nebo v daňovém přiznání poplatníka.
Od základu daně lze odečíst následující položky:
- Poskytnutí daru
- Zaplacené úroky z úvěru
- Platby na penzijní pojištění či připojištění
- Pojistné na životní pojištění
- Členské příspěvky člena odborové organizace
- Úhrada za zkoušky ověřující výsledky dalšího vzdělávání[1]

## Poskytnutí daru
Od základu daně se odečítá hodnota darů, které osoba poskytla obcím, krajům, organizačním složkám státu, právnickým osobám se sídlem na území ČR, právnickým osobám, které jsou pořadateli veřejných sbírek podle zákona o veřejných sbírkách, a to na financování vědy a vzdělání, výzkumných a vývojových účelů, kultury, školství, na policii, na požární ochranu, na podporu a ochranu mládeže, na ochranu zvířat a jejich zdraví, na účely sociální, zdravotnické a ekologické, humanitární, charitativní, náboženské pro registrované církve a náboženské společnosti, tělovýchovné a sportovní. Dále se odečítají od základů daně dary, které se poskytly politickým stranám a politickým hnutím na jejich činnost. Další možné dary, které se odečítají od základu daně, jsou dary poskytnuté fyzickým osobám s bydlištěm na území ČR, které jsou poskytovateli zdravotních služeb nebo provozují školy a školská zařízení a zařízení na ochranu opuštěných zvířat nebo ohrožených druhů zvířat. Poté také fyzickým osobám s bydlištěm na území ČR, které jsou poživateli invalidního důchodu nebo byly poživateli invalidního důchodu ke dni přiznání starobního důchodu nebo jsou nezletilými dětmi závislými na péči jiné osoby, a to na zdravotnické prostředky nejvýše do částky nehrazené zdravotními pojišťovnami nebo na rehabilitační a kompenzační pomůcky uvedené ve zvláštním právním předpise nejvýše do částky nehrazené příspěvkem ze státního rozpočtu a na majetek usnadňující těmto osobám vzdělání a zařazení do zaměstnání.

## Zaplacené úroky z úvěru
Od základu daně se odečte částka, která se rovná úrokům sníženým o státní příspěvek, které byly zaplaceny v uplynulém roce. Jedná se o úroky z hypotečního úvěru poskytnuté bankou či úroky z úvěru ze stavebního spoření. Podmínkou je, že úvěr musí být použit na financování bytových potřeb, a ne na výstavbu, údržbu či změnu stavby prováděnou v rámci podnikání nebo pronájmu.

## Platby na penzijní pojištění či připojištění
Odpočet je částka, o kterou zaplacená částka na penzijní připojištění se státním příspěvkem, penzijní pojištění či doplňkové penzijní pojištění, přesáhne určitou částku ročně.

## Pojistné na životní pojištění
Od základu daně se může odečíst zaplacené pojistné na soukromé životní pojištění dle pojistné smlouvy. Je zde předpoklad, že výplata pojistného plnění je sjednána až po 5 letech od uzavření smlouvy a současně nejdřív v roce, v jehož průběhu dosáhne poplatník 60 let.

## Členské příspěvky člena odborové organizace
Podle zákona o dani z příjmů jde od základu daně odečíst zaplacené členské příspěvky zaplacené ve zdaňovacím období členem odborové organizace odborové organizaci, jenž obhajuje hospodářské a sociální zájmy zaměstnanců v rozsahu vymezeném zvláštním právním předpisem.

## Úhrada za zkoušky ověřující výsledky dalšího vzdělávání
Od základu daně ve zdaňovacím období dle zákona lze odečíst úhrady za zkoušky ověřující výsledky dalšího vzdělávání podle zákona o ověřování a uznávání výsledků dalšího vzdělávání, pokud nebyly hrazeny zaměstnavatelem ani nebyly uplatněny jako výdaj.